# 장멍제
장멍제(중국어: 蒋梦婕, 병음: Jiǎng Mèngjié, 한자음: 장몽첩, 1989년 12월 7일 ~ )은 중화인민공화국의 배우이다.

## 출연작

### 드라마
- 2010년 안후이 위성 텔레비전 해돈제일극장 《홍루몽》 - 임대옥 역
- 2011년 중국중앙텔레비전 제일특약극장 《청춘선율》 - 복효당 역
- 2013년 장쑤 위성 텔레비전 행복극장 《생사상의》 - 량쑤쑤 역
- 2013년 중화 텔레비전 공사 일일연속극 《건륭황제》 - 송전전 역
- 2013년 선전 위성 텔레비전 황금극장 《일급랍몽상》 - 리우메이리 역
- 2017년 아이치이 웹드라마 《운전지상》 - 리칭 역
- 2018년 안후이 위성 텔레비전 해돈제일극장 《풍광대가》 - 닝샤 역
- 2020년 저장 위성 텔레비전 중국람극장 《아재북경등니》 - 신카이 역
- 2020년 소후 웹드라마 《니성공인기아적주의료》 - 링신신 역
- 2020년 유쿠 웹드라마 《환희렵인》 - 풍선생 역
- 2021년 아이치이 웹드라마 《려가행》 - 손영숙 역
- 2021년 후난위성텔레비전 금응독파극장 《이상조요중국》 - 리라오시 역
- 2021년 동방 위성 텔레비전 동방극장 《공훈》 - 티엔허화 역
- 2022년 아이치이 웹드라마 《인생약여초견》 - 소풍란 역